# 229737 Porthos
229737 Porthos è un asteroide della fascia principale. Scoperto nel 2007, presenta un'orbita caratterizzata da un semiasse maggiore pari a 2,7477492 UA e da un'eccentricità di 0,0779516, inclinata di 7,35064° rispetto all'eclittica.